# You Gotta Move
«You Gotta Move» (с англ. — «Ты должен пойти») — песня, написанная американскими блюзменами Фредом Макдауэллом и Преподобным Гари Дэвисом. В исполнении МакДауэллом она называется «You Got to Move». Начиная с 1940-х годов, песня была записана различными госпел-музыкантами. Наибольшую известность песня получила в исполнении британской рок-группы The Rolling Stones, которые выпустили её в составе альбома 1971 года Sticky Fingers.
Песня представляет собой композицию дельта-блюза и содержит навязчивый и сырой блюзовый рифф, сыгранный на акустической гитаре, а также простой текст с влиянием госпела, призывающий к готовности в любой момент последовать за Богом. Версия Rolling Stones не сильно отличается от оригинала, в ней только слегка изменён текст. В их версии Мик Джаггер пытается сымитировать южный диалект, и заканчивает песню чуть ли не на фальцетной ноте, которая является традиционной во многих госпелах. Гитарист Мик Тейлор сыграл агрессивную линию на электрогитаре, в то время как Кит Ричардс сыграл на акустической гитаре, а барабанщик Чарли Уоттс обеспечил минималистичные партии ударных и тарелок. Басист Билл Уаймэн сыграл в песне на электро-фортепиано.
В 1977 году Rolling Stones выпустили концертную версию песни на своём альбоме Love You Live, записанную 5 июня 1976 года в парижском концертном зале Les Abattoirs. На этом выступлении на фортепиано сыграл Билли Престон, который исполнил органную партию песни в версии Сэма Кука, выпущенную на его альбоме 1963 года Night Beat.

## Версия Aerosmith
Американская блюз-рок/хард-рок-группа Aerosmith записала кавер-версию песни для своего кавер-альбома Honkin’ on Bobo, выпущенного в 2004 году и содержащего различные блюзовые стандарты. Их версия отличалась более быстрым темпом, и была более сырая и тяжёлая чем оригинал и версия The Rolling Stones. Также, в честь песни они назвали свой концертный DVD You Gotta Move, снятый во время тура в поддержку альбома и выпущенный в том же году. Песня в исполнении Aerosmith вошла в мультипликационный фильм 2006 года «Рога и копыта».